# San Mateo (Boyacá)
Pour les articles homonymes, voir San Mateo et Mateo (homonymie).
San Mateo est une municipalité située dans le département de Boyacá, en Colombie.